# 宝髻佛
寶髻佛（羅馬化：Ratnaśikhin），又稱寶髻如來、啰怛那屍緊雞佛、稱檀德佛、能作光佛，過去的一位佛。其造像为右手结与愿印，身旁有各种动物围绕。
《贤愚经》卷三〈贫女难陀品第五十三〉記載，过去久远二阿僧祇九十一劫時有一大國，其王名波塞奇，兒子寶髻出家後成佛，是爲寶髻佛，有一比丘名聖友（阿梨蜜羅），日日爲寶髻佛供奉燈火三個月，引起牟尼公主的詢問，牟尼得知供燈的詳情後，歡喜承諾，願意承擔供奉燈火，將燈具送至寺舍，供聖友供養。於是寶髻佛爲他們授記，聖友於一阿僧祇劫後成佛爲定光佛，牟尼於二大阿僧祇劫并九十一劫後成佛爲释迦牟尼佛，牟尼心生大歡喜，立即得轉女成男。
《金光明經》記載，動物死後，可透過誦唸寶髻佛稱號，使動物即刻得到超渡。其心咒「唵，嚩悉波羅摩尼莎訶」。

## 寶髻如來功德
放生時或見被殺、死亡與一切動物，稱念寶髻如來名號，所放生的動物乃至被殺、死亡或所有動物會得大利益。根據明末清初《毗尼日用切要》記載“佛觀一缽水，八萬四千蟲。若不誦此咒，如食眾生肉。”其中的咒為寶髻如來心咒：“唵，嚩悉波羅摩尼莎訶”。

## 資料來源
1. ↑  彭友智. . 紅螞蟻圖書有限公司. 2017-06-20  [2020-01-10]. ISBN 978-986-92792-8-4. （原始内容存档于2020-08-08） （中文（臺灣））.
2. ↑  《金光明最勝王經.長者子流水品》曰： 我先曾於空閑林處，見一苾芻讀大乘經，說十二緣生甚深法要。又經中說，若有眾生臨命終時，得聞寶髻如來名者，即生天上。我今當為是十千魚，演說甚深十二緣起，亦當稱說寶髻佛名。然贍部洲，有二種人：一者深信大乘，二者不信毀呰，亦當為彼增長信心。時長者子作如是念：我入池中，可為眾魚說深妙法。作是念已，即便入水唱言：南謨過去寶髻如來，應供、正遍知、明行足、善逝、世間解、無上士、調御丈夫、天人師、佛、世尊。此佛往昔修菩薩行時，作是誓願：於十方界所有眾生，臨命終時，聞我名者，命終之後，得生三十三天。
3. ↑  . （原始内容存档于2025-02-12） （中文（简体））.